# ضيغم بن خشرم

## نسبه
هو الأمير ضيغم بن خشرم بن دوغان بن جعفر بن هبة الله بن جماز بن منصور بن جماز بن شيحة بن هاشم بن قاسم بن مهنا بن حسين بن مهنا بن داود بن القاسم بن عبيد الله بن طاهر بن يحيى بن الحسن بن جعفر بن عبيد الله ابن الحسين بن زين العابدين ابن الحسين بن علي بن أبي طالب.

## أبناءه
- راشد: ومن نسله الأمير السيد قشعم بن عجيل بن راشد بن ضيغم، ومنه آل قشعم وهم الثويني وشيخهم عبد الله الناصر الثويني بن قشعم والحسين، وهم شيوخ القشعم في كربلاء وشيخهم عبد الصاحب المطرود الحسين بن قشعم. ومن نسل الأمير راشد ايضاً الأميرين عمير بن راشد وحميدان بن راشد قاتل السيد حسن بن زبيري سلطان مارد، وعمير بن راشد أمير قبيلة عتيبة بنجد وأمير الأسياح، ونجد عقبه هم: راشد الاسعد وعمير وصالح وعمرو وحمد وحميد أجداد السادة آل راشد الذين تحالفوا ودخلوا في الأساعدة من قبيلة عتيبة بني سعد وهم أمراء الزلفي والجوف النازلين نواحي القصر القديم قصر مارد الأسياح (النباج) ومنهم بالزلفى والأسياح والجوف والقصيم وغيرها.
- منصور: ومن نسله السيد عرار بن شهوان بن منصور أمير نجد وإخوته فارس ومحمد. وقيل أن من ذريتهم من تحالفوا ودخلوا في عبده من قبيلة شمر.

مقدم.

## إمارته على المدينة المنورة
ضيغم بن خشرم بن دوغان بن جعفر بن هبة الله بن سليمان بن جماز بن منصور الحسيني: أمير المدينة، وليها في شوال سنة تسع وستين وثمانمائة، فأقام نحو أربعة أشهر ثم انفصل بزهير بن سليمان، ورام اقتحام المدينة، فجاء في سنة سبع وستين بعسكر كثير من الأشراف والعربان وتسوروا من سورها ليلا، وأمر بعض صبيانه بالجلوس على أبواب القضاة وأعيان الفقهاء وكل من خرج منهم لصلاة الصبح يمسكونه. فحبسهم الله بمطر غزير جدا بحيث سالت السيول فلم يتمكنوا معه مما راموه، فراحوا إلى الدرب الصغير وكسروا القفل ورموا الدرباس في بئر عنده، وأصبحوا داخل المدينة تحت الهلكة وقد نهبوا بعض بيوتها، وكان بها أخ لمتوليها زهير، يقال له: إبراهيم ومعه ابن عمه، فحاربوا جماعة ضيغم، وقتلوا منهم شريفا بالسوق، وانجلى الأمر.
فلما كان في سنة سبعين أعيد ضيغم للإمرة دون ثلاثة أشهر، وقيل إنه حسنت سيرته ثم انفصل بزهير بعناية صاحب الحجاز. فدام إلى سنة ثلاث وسبعين، فراسل بعضهم المصريين مع بعض الفقهاء بالانتقاض عليه، فأعيد ضيغم في أثنائها بعد موت زهير في سنة أربع وسبعين، فلما كان في سنة ثمان وسبعين جاء الشريف شامان أبو فارس إلى المدينة ونزل تحت جبل سلع بخيله ورجله ويقال أن عدد خيله كان زيادة على خمسمائة، يطالب بإقطاعه أمير المدينة لكون ضيغم له سنين لم يعطه شيئا. فاستمر إلى رمضان سنة ثلاث وثمانين وانفصل بقسيطل بن زهير بن سليمان بن هبة وذلك أنه لما قتل الزكوي بن صالح القاضي في أواخر سنة اثنين وثمانين بسبب أخذ دار الأشراف العباسيين، لم يواجه ضيغم أمير الحاج المصري، فلما كان في أثناء التي تليها ورد الجمالي بن بركات صاحب الحجاز بعسكر في طلبه فوجده بالبادية، فراسله في الحضور فأبي، فتوجه الجمالي وترك بالمدينة عسكرا فيه السيد مجول بن صخرة الحسني الينبعي والشريف قسيطل، وأقاربه من آل جماز وكاتب المصريين بهذا. فرسم باستقرار قسيطل، واستمر ضيغم معزولا مقيما بالبادية إلى أن انفصل قسيطل، وولي حسن فكان يدخل المدينة لا تفاقه معه وكونه قريبا له، وبنو حسين يرجعون لرأيه، ويستمدون بمشاورته مع مزيد حذره وكثرة تحيله بحيث أنه لم يكن يجتمع مع الشريف صاحب الحجاز، حين قدومه للزيارة ولا في غيره ولكن بلغني أنه اجتمع به الآن بالمسجد في سنة ثمان وتسعين.